# Ipex
IPEX a.s. je celonárodní telekomunikační operátor a integrátor hlasové, datové a video komunikace, včetně integrace komunikačních systémů s podnikovými informačními systémy CRM a ERP.

## Historie společnosti
IPEX vznikl již v roce 1992 původně jako s.r.o. zabývající se prodejem výpočetní a kancelářské techniky. Později se zaměřil na poskytování připojení k Internetu, aby v roce 2002 jako vůbec první poskytovatel Internetu v ČR představil nabídku ADSL připojení k Internetu na zpřístupněných místních smyčkách (tzv. LLU).
V roce 2006 rozšířil nabídku svých služeb o službu IP telefonie (VoIP), když spustil službu předplaceného levného volání VoIPEX. V roce 2008 pak IPEX ohlásil záměr orientovat se především na firemní zákazníky a organizace veřejné správy, kterým hodlá nabízet ucelená komunikační řešení s využitím IP telefonie a sjednocené komunikace (Unified communications).
Na podzim roku 2013 zahájil IPEX poskytování mobilních služeb jako virtuální mobilní agregátor (MVNA) a na konci roku 2014 poskytuje velkoobchodní mobilní služby 55 subjektům (MVNO) a hlasové služby 300 subjektům.
V roce 2015 IPEX jako první v ČR použil technologii WebRTC pro řešení kontaktního call centra. WebRTC umožňuje telefonování z webového prohlížeče bez softwarového nebo pevného telefonu.
V roce 2019 se od firmy IPEX a.s. oddělila spol. IPEX TELCO a.s. Do samostatné společnosti IPEX TELCO a.s. se přesunula velkoobchodní divize  IPEX a.s. a to z důvodu větší specializace na velkoobchodní zákazníky a partnerský prodej.

## Řešení pro firmy
Hlavním produktem je Multikanálový HELPDESK. Aplikace, která umožňuje vyřizovat požadavky zákazníků z různých komunikačních kanálů (telefonování, e-maily, web-chat a FB messenger) na jednom místě. Operátoři zákaznické péče vidí kompletní historii komunikace se zákazníkem v jednom vlákně. Multikanálový helpdesk lze integrovat s podnikovými systémy (CRM, ERP).   
Pro firmy, které potřebují primárně řešit jen odbavování telefonických zákaznických požadavků, dodává IPEX zákaznické CALL CENTRUM. Tento nástroj umožňuje přijímat více souběžných hovorů na jedné zákaznické lince, řadit hovory do fronty a odbavovat je více operátory. Součástí služby jsou nahrávky a rozsáhlé statistiky.
Vše funguje formou CLOUD řešení s aktivním 24/7 dohledem, včetně garantované dostupnosti všech služeb a zařízení (SLA).
Pilířem firmy IPEX TELCO a.s. je řešení VOIPEX WHS (WHOLESALE), které je určené jako velkoobchodní technická platforma pro poskytovatele internetu (ISP). Toto řešení je v současnosti nejvyužívanějším svého druhu v ČR, když jej využívá přes 300 českých ISP. Lokálním ISP umožňuje stát se během několika dní plnohodnotným VOIP nebo MVNO operátorem bez nutnosti vysokých počátečních investic.

## Členství
- člen sdružení RIPE NCC, správce a koordinátora adresního prostoru pro Internet
- člen sdružení NIX.CZ, provozovatele neutrálního výměnného uzlu Internetu NIX.CZ (Neutral Internet Exchange) v ČR
- člen sdružení NIC.CZ, nejvyššího správce českých národních domén .CZ a .0.2.4.e164.arpa (pro systém ENUM). IPEX je součástí komory registrátorů
- člen sdružení APVTS provozující národní referenční databázi přenositelnosti čísel (skrze spol. CNPAC)

## Infrastruktura
IPEX provozuje veřejnou telefonní síť a má přiděleny vlastní bloky telefonních čísel pro všechny regiony ČR. Současně je členem sdružení CNPAC provozující národní referenční databázi přenositelnosti čísel a disponuje vlastním kódem OpID (OperatorID). Hlasové služby provozuje na 2 nezávislých centrálních telefonních ústřednách. Ty jsou prostřednictvím SS7 bran připojeny do dalších veřejných telefonních sítí.
IPEX disponuje datovou sítí s celkovou přenosovou kapacitou 20 Gbit/s. Přenosovou síť tvoří připojení k sítím tranzitních partnerů Dial Telecom, Peering.cz a Kaora. 
IPEX svoji síť staví na optických trasách společností Telefónica 02 Czech Republic, T Mobile, Dial Telecom a dalších. Využívá páteřních síťových prvků společnosti Cisco Systems. 
Jako člen správce a koordinátora adresního prostoru pro Internet RIPE NCC disponuje IPEX vlastním autonomním systémem (AS) 9080 s vlastním adresním prostorem.
Všechny trasy včetně páteřních síťových prvků jsou jištěny proti přerušení poskytování služeb jednak zdvojenými nezávislými datovými trasami a rovněž zdvojenými síťovými prvky.